# ウォータールートンネル
ウォータールートンネルは、1849年に開通した、イングランド、マージ―サイド州 リヴァプールにある全長779mの鉄道トンネルである。以前は、ヴィクトリアトンネルとウォータールートンネルの二つに分かれていた。

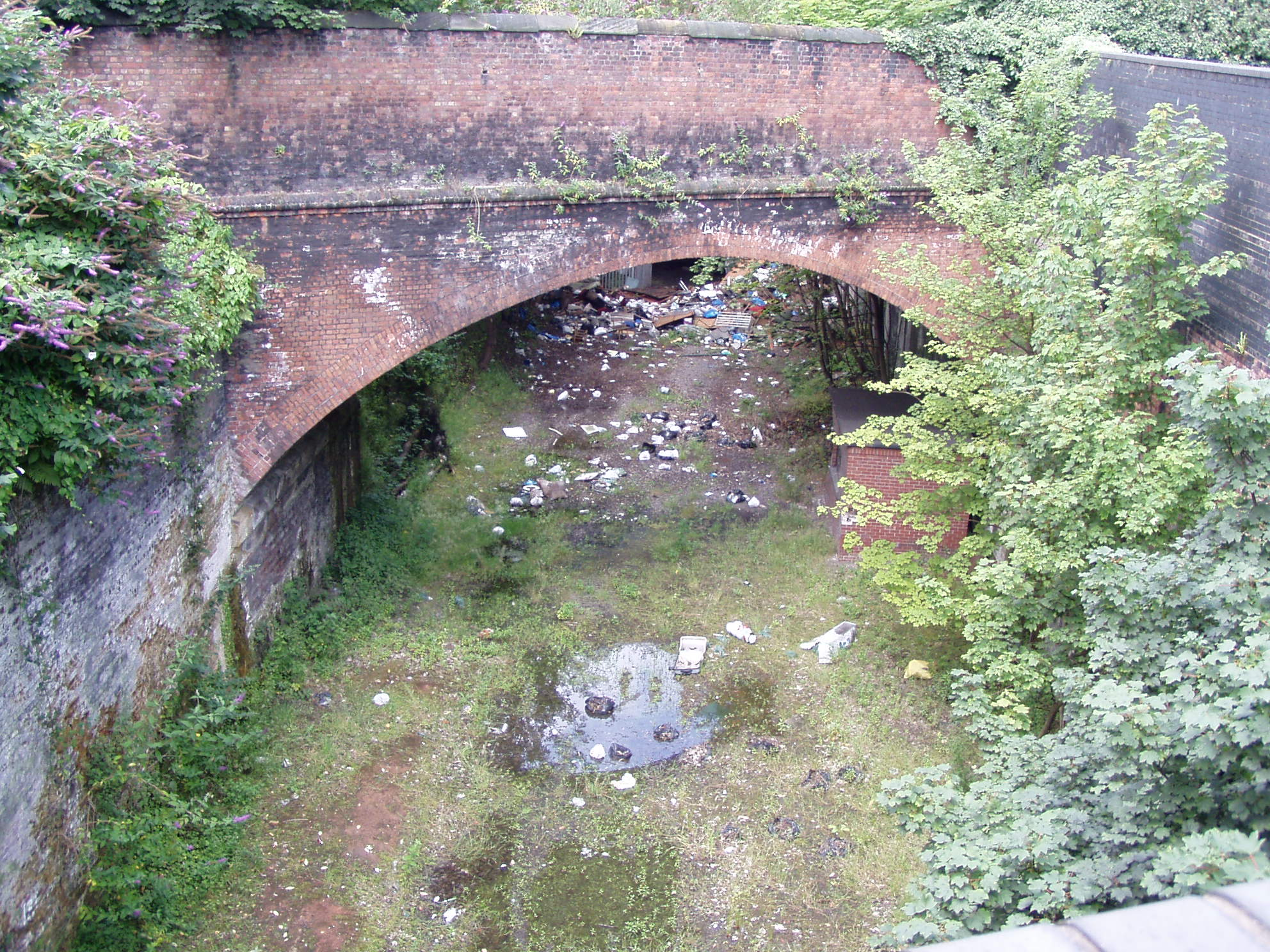
バイロム通りから見たウォータールートンネル

## 参照
- Victoria Tunnel (Liverpool)